# إيماجين موفيز
إيماجن موفيز (بالإنجليزية: Imagine Movies) هي قناة تلفزيونية فضائية هندية ومقرها في دبي، الإمارات العربية المتحدة، وهي قناة مخصصة لبث أفلام بوليوود في العالم العربي حيث تعرض القناة الأفلام الهندية مترجمة باللغة العربية وتبث على مدار الساعة طبقاً متنوعاً من أفلام بوليوود بما فيها الرومانسية والكوميديا والحركة والدراما بدءاً من أحدث الأفلام إلى الكلاسيكيات الخالدة. وتبث القناة برامجها في الشرق الأوسط و شمال أفريقيا.

## البث
ثبت القناة برامجها على مدار القمر الاصطناعي نايلسات على تردد 12360 رأسي، معدل الترميز 27500.